# Bitú
Bitú je stará jednotka objemu používaná v Mongolsku. Svojí velikostí odpovídá čínské jednotce che.

## Převodní vztahy
- 1 bitú = 0,1036 l = 1/1000 ačá